# 大窪八幡宮秋祭り
大窪八幡宮秋祭り（おおくぼはちまんぐうあきまつり）は、兵庫県明石市の大窪八幡宮で執り行われる秋祭り。

## 概要
秋祭りでは豊作の感謝を祈る。開催は、10月の第2土日曜日。
行事
五台の布団太鼓で練り歩く。
松陰（布団太鼓は日曜日のみ）、山ノ下、中之番、大窪、西大窪が参加。
獅子舞
土曜日に行う
獅子頭は地域別の獅子地車で運ばれる。
練り行灯
伝統行事